# Amtsgericht Regenwalde
Das Amtsgericht Regenwalde war ein preußisches Amtsgericht mit Sitz in Regenwalde, Provinz Pommern.

## Geschichte
In Regenwalde bestand von 1849 bis 1879 die Gerichtskommission Regenwalde des Kreisgerichts Greifenberg. Das königlich preußische Amtsgericht Regenwalde wurde mit Wirkung zum 1. Oktober 1879 als eines von 14 Amtsgerichten im Bezirk des Landgerichtes Stargard im Bezirk des Oberlandesgerichtes Stettin gebildet. Der Sitz des Gerichtes war Regenwalde. Sein Gerichtsbezirk umfasste aus dem Kreis Regenwalde deN Stadtbezirk Regenwalde, die Amtsbezirke Maldewin, Regenwalde und Stargordt, der Amtsbezirk Plathe B ohne den Teil der dem Amtsgericht Greifenberg zugeordnet war, dem Gemeindebezirk Niederhagen, die Gutsbezirke Elvershagen und Oberhagen und der Gemeinde- und Gutsbezirk Dorow aus dem Amtsbezirk Elvershagen, der Gemeinde- und Gutsbezirk Geiglitz aus dem Amtsbezirk Witzmitz und der Gemeindebezirk Vogelsang und die Gutsbezirke Grünhof und Höckenberg aus dem Amtsbezirk Wolkow. Am Gericht bestand 1880 eine Richterstelle. Das Amtsgericht war damit ein kleines Amtsgericht im Landgerichtsbezirk.
Im Jahre 1945 wurden der größte Teil Pommerns, darunter der Sprengel des Amtsgerichtes Regenwalde, unter polnische Verwaltung gestellt und die deutschen Bewohner vertrieben. Damit endete die Geschichte des Amtsgerichtes Regenwalde.